# CX 6 SODRE
 CX 6 SODRE urugvajska je radijska postaja sa sjedištem u Montevideu. Nalazi se državnom (javnom) vlasništvu. U rad je puštena 1929. godine.
Veći dio programa posvećen je klasičnoj glazbi. Govorni dio programa emitira se na španjolskom jeziku.
Frekvencija radijske postaje iznosi 650 AM-a (KHz-a).
Snaga emitiranja iznosi 200 KW, i vrijedi i za dnevni i za noćni program.
Druge sestrinske radijske postaje u javnom vlasništvu su CX 26 SODRE i CX 38 SODRE.